# Спотсилвейния (округ)
Округ Спотсилвейния (англ. Spotsylvania County) — один из округов штата Виргиния, США. По переписи 2000 года его население составляло 90 395 человек, по переписи 2010 — 122 397, то есть, возросло на 35,40% за десять лет. Округ занял 84-е место по темпам роста за десятилетие. Административный центр — Спотсилвейния-Кортхаус. На северо-востоке округа находится административно самостоятельный город Фредериксберг.

## История

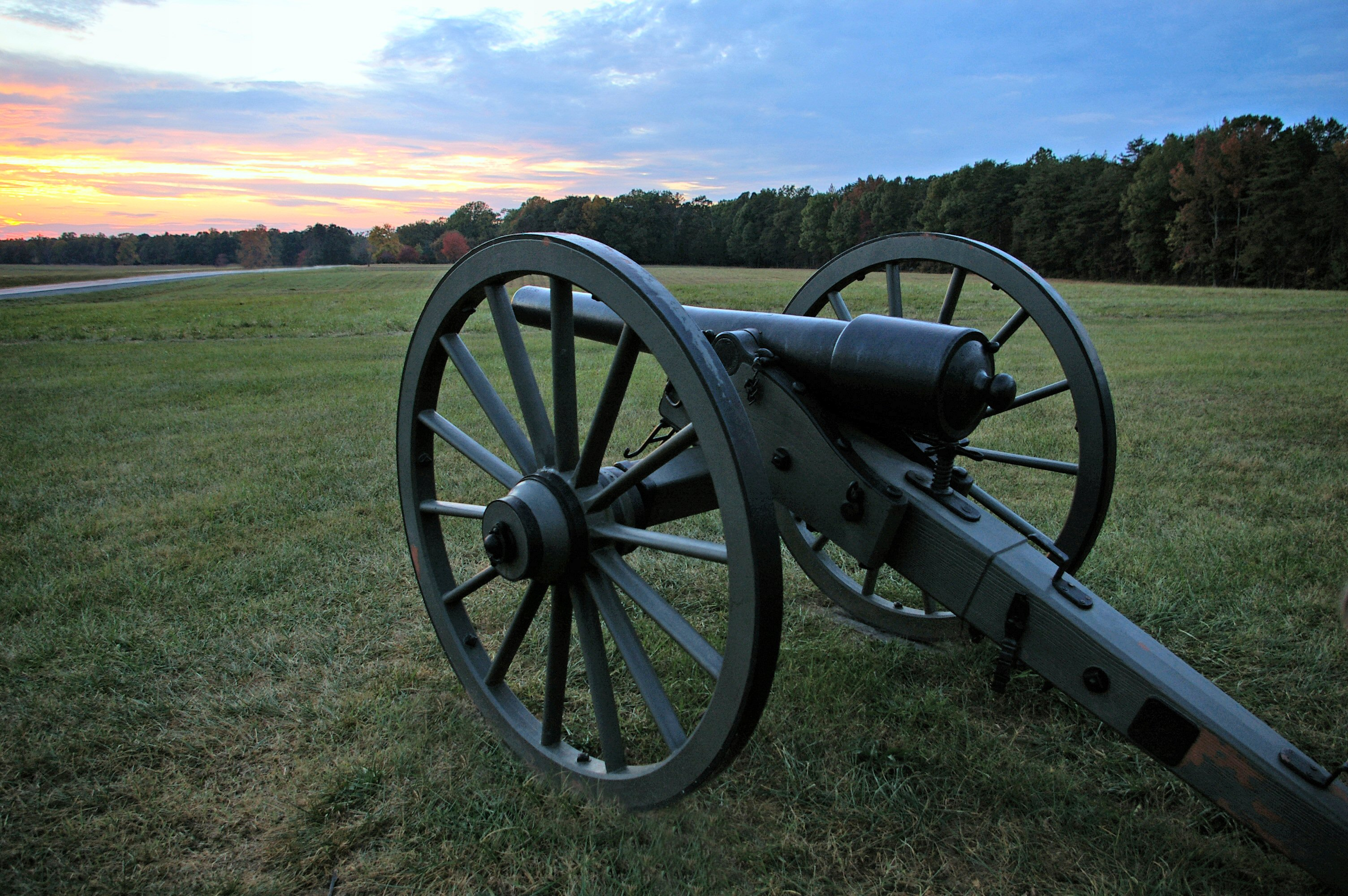
Историческая пушка на месте сражения при Чанселорсвилле

Округ Спотсилвейния был образован в 1721 году в результате выделения частей из округов Эссекс, Кинг-Уильям и Кинг-энд-Куин. Он получил своё название от имени губернатора Виргинии, Александра Спотсвуда, одного из первых исследователей долины Шенандоа: лат. sylvanus и англ. sylvan, лесной, соответствуют англ. wood, лес. 
Во время гражданской войны в округе было набрано несколько рот для Армии Конфедерации:
- Рота "Е" 9-го вирджинского пехотного полка (Mercer Cavalry)
- Рота "A" (Washington Guards), рота B (Fredericksburg Grays), рота C (Gordon Rifles) и рота "D" (Mount Pleasant Rifles), 30-го вирджинского пехотного полка[1].

Округ стал местом нескольких крупных сражений: при Чанселорсвилле, в Глуши, при Фредериксберге и сражения при Спотсилвейнии. Начиная с осени 1862 года округ стал фактически прифронтовым, его территорию контролировала армия Конфедерации (до мая 1864 года), а находящийся севернее округ Стаффорд контролировался федеральной армией. Почти всю северную половину округа в то время занимал глухой, труднопроходимый лесной массив Глушь (Wilderness).

## География
По данным Бюро переписи США, общая площадь округа равняется 1072 км², из которых 1039 км² суша и 34 км² или 3,1% это водоёмы.

### Соседние округа
- Калпепер (Виргиния) — север
- Стаффорд (Виргиния) — северо-восток
- независимый город Фредериксберг (Виргиния) — северо-восток
- Каролайн (Виргиния) — юго-восток
- Хановер (Виргиния) — юг
- Луиза (Виргиния) — юго-запад
- Ориндж (Виргиния) — запад и северо-запад

## Демография

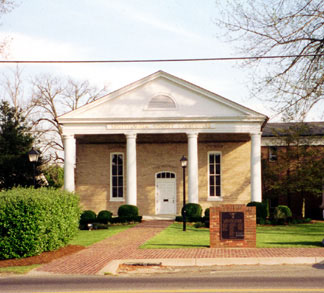
Здание суда Спотсилвейнии

По данным переписи населения 2010 года в округе проживает 122 397 жителей в составе 31 308 домашних хозяйств и 24 639 семей. Плотность населения составляет 87 человек на км². На территории округа насчитывается 33 329 жилых строений, при плотности застройки 32 строений на км². Расовый состав населения: белые — 78,4 %, афроамериканцы — 15,8 %, коренные американцы (индейцы) — 0,4 %, азиаты — 2,4 %, гавайцы — 0,05 %, представители других рас — 2,8 %, представители двух или более рас — 1,88 %. Испаноязычные составляли 7,8 % населения.
В составе 42,40 % из общего числа домашних хозяйств проживают дети в возрасте до 18 лет, 64,80 % домашних хозяйств представляют собой супружеские пары проживающие вместе, 9,90 % домашних хозяйств представляют собой одиноких женщин без супруга, 21,30 % домашних хозяйств не имеют отношения к семьям, 16,40 % домашних хозяйств состоят из одного человека, 5,40 % домашних хозяйств состоят из престарелых (65 лет и старше), проживающих в одиночестве. Средний размер домашнего хозяйства составляет 2,87 человека, и средний размер семьи 3,22 человека.
Возрастной состав округа: 30,00 % моложе 18 лет, 7,30 % от 18 до 24, 32,20 % от 25 до 44, 22,20 % от 45 до 64 и 8,30 % от 65 и старше. Средний возраст жителя округа 34 лет. На каждые 100 женщин приходится 97,10 мужчин. На каждые 100 женщин старше 18 лет приходится 93,00 мужчин.
Средний доход на домохозяйство в округе составлял 72 453 USD, на семью — 75 507 USD. Среднестатистический заработок мужчины был 49 166 USD против 38 076 USD для женщины. Доход на душу населения составлял 21 458 USD. Около 3,90 % семей и 5,80 % общего населения находились ниже черты бедности, в том числе — 6,70 % молодежи (тех кому ещё не исполнилось 18 лет) и 5,20 % тех кому было уже больше 65 лет.